# 理工系の数学入門コース
理工系の数学入門コース（りこうけいのすうがくにゅうもんコース）は、岩波書店から出版されている数学書のシリーズ。

## 概要
1988年11月から1989年7月にかけて出版された。戸田盛和、広田良吾、和達三樹らによって編集されている。理工系のどの分野に進む人にとっても必要な数学の基礎が記述されており、理工系で広く用いられている数学の科目の全8冊で構成されている。東京大学や灘高等学校などで教科書として採用されている。2019年に新装版となりソフトカバーになった。2022年には電子書籍版が配信され、タブレット端末で読むのに適した内容となっている。

## 構成
全8冊である。
- 微分積分
- 線形代数
- ベクトル解析
- 常微分方程式
- 複素関数
- フーリエ解析
- 確率・統計
- 数値計算

演習編は全5冊である。
- 微分積分演習
- 微分方程式演習
- ベクトル解析演習
- 線形代数演習
- 複素関数演習